# هالة (ناي بند)
هالة (بالفارسية: هاله) هي قرية تقع في إيران في قسم ناي بند الريفي. يقدر عدد سكانها بـ 986 نسمة بحسب إحصاء 2016.